# Guitarra con siete cordes

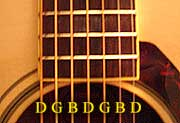

La guitarra con siete cuerdas es un instrumento musical de cuerda pulsada.
A diferencia de las guitarras comunes, estas poseen una séptima cuerda que funciona como un bajo extra. Su uso más frecuente se puede hallar en las bandas de Death Metal y Nu Metal como lo es en el caso de Korn[cita requerida]

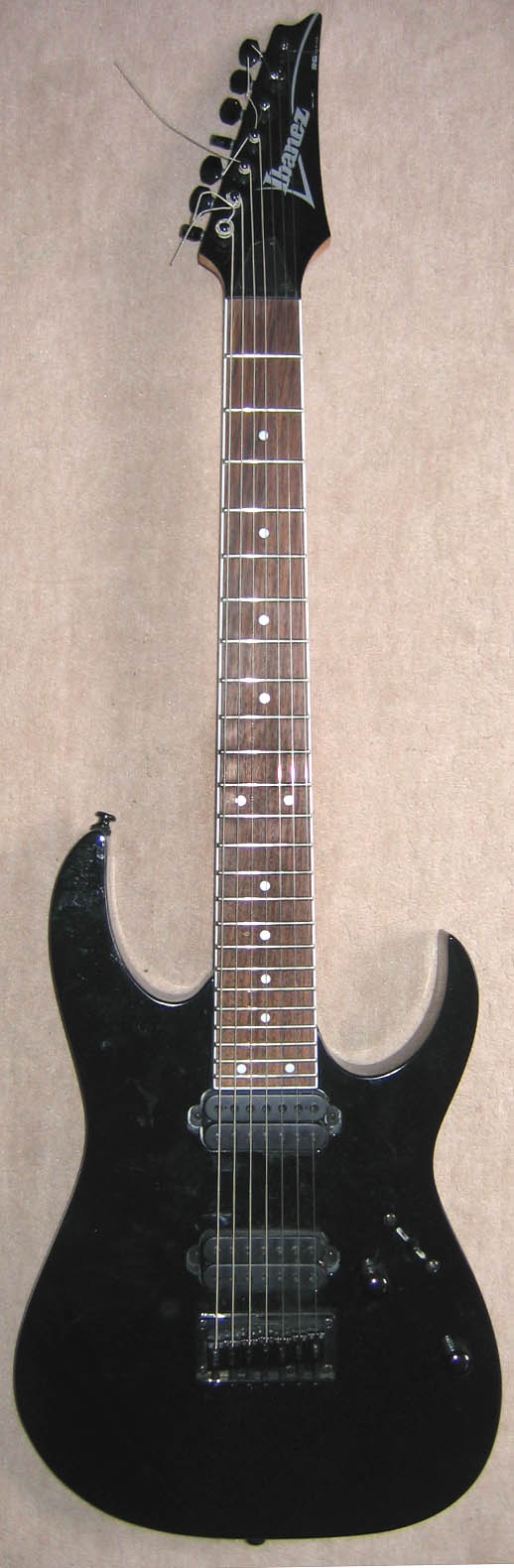
Ibanez RG7321BK.

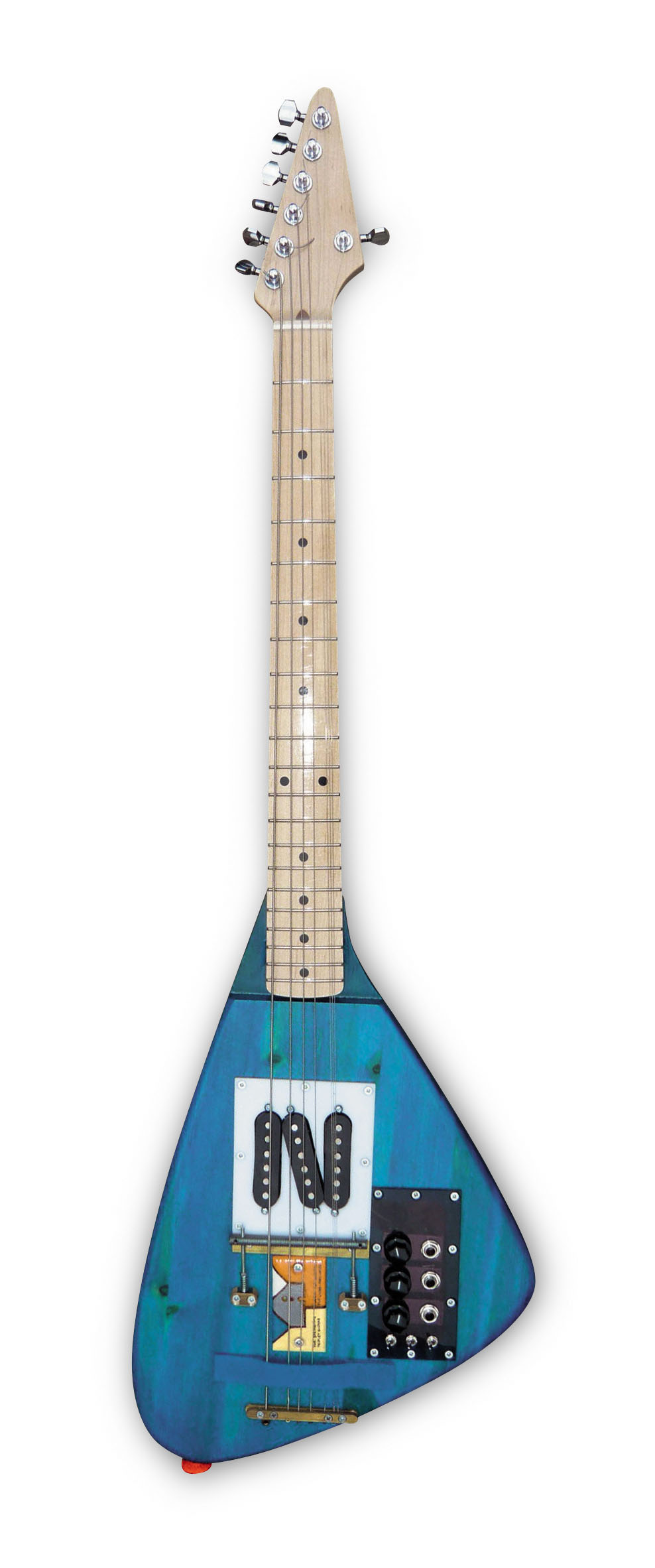
Springtime, Yuri Landman, 2008.